# Paul Guillaume
Paul Guillaume (Párizs, 1891. november 28. – Párizs, 1934. október 1.) francia műkereskedő, műgyűjtő.
Guillaume szerény körülmények között élő montmartre-i családban nevelkedett, csak az alap iskolai oktatást kapta meg, gyerekkorától kezdve dolgoznia kellett, először egy garázsban. Egy nap afrikai szobrokat talált egy gumiszállítmányban, és úgy döntöttː kiállítja őket munkahelye ablakában. Ezzel felhívta magára Guillaume Apollinaire figyelmét, aki bevezette őt a párizsi bohém- és művészeti életébe. Megismerkedett mások mellett Pablo Picassóval, Giorgio de Chiricóval, André Derainnal, Kees van Dongennel, Amedeo Modiglianival, Marie Laurencinnal és Chaim Soutine-nal.
Guillaume 1914. februárban nyitotta meg galériáját (Galerie Paul Guillaume) az Elysée-palota közelében, a rue de Miromesnil 6. szám alatt. 1918-ban Les Arts à Paris címmel magazint alapított, amellyel azokat az avantgárd képzőművészeket népszerűsítette, akik kiállítottak nála. Az elsők között volt, akik kubista képeket kezdtek árulni, miután azok fő kereskedője, a német állampolgár Daniel-Henry Kahnweiler kénytelen volt az első világháború alatt Svájcba távozni. Guillaume kiállításokatt is szervezett saját kubista képeiből, például 1916 végén.
1921-ben a rue La Boétie 59-be költöztette műkereskedését, ahol az avantgárd alkotások mellett afrikai műtárgyakat is árult. Később a gazdag amerikai műgyűjtő, Albert Barnes tanácsadója lett, amivel megcsinálta a szerencséjét. 1926 októberében nagy figyelmet keltett, amikor 79 ezer frankért megvásárolta Picasso Nő fehérben című festményét, amely ma a Metropolitan Művészeti Múzeumban látható. Ez volt a legnagyobb összeg, amelyet addig Picasso-képért fizettek. 1930-ban megkapta a Becsületrendet. Guillaume maga is alkotott, barátairól a rájuk jellemző stílusban készített portrékat.
Úgy tervezte, hogy műgyűjteményéből létrehozza az első modern képzőművészeti múzeumot Franciaországban. Erre már nem maradt ideje, mert 42 éves korában meghalt. Gyűjteményét felesége, Domenica Guillaume örökölte, aki a gazdag építészhez, Jean Walterhez ment feleségül. A gyűjteményt ezután együtt gondozták, majd a francia államnak ajándékozták. A kollekció ma a Musée de l’Orangerie-ben látható.

## Írásai
- Les Sculptures nègres, első kiadás 1917
  - Új kiadás: Hacker Art Books, New York City, USA 1973, ISBN 0-87817-056-1
- Les Ecrits De Paul Guillaume: Une Esthetique Nouvelle / L'Art Negre / MA Visite a La Fondation / Barnes. Editions Ides et Calendes, ISBN 2-825800511
- Levelezés, Peter Read (szerk.): Guillaume Apollinaire, Paul Guillaume. Correspondance 1913–1918. Musée de l’Orangerie, Paris. Gallimard, Paris 2016.[9]